# Xian de Yuan'an
Le xian de Yuan'an (远安县 ; pinyin : Yuǎn'ān Xiàn) est un district administratif de la province du Hubei en Chine. Il est placé sous la juridiction de la ville-préfecture de Yichang.

## Démographie
La population du district était de 211 084 habitants en 1999.